# Wrzosówka (Lublin)
Pour les articles homonymes, voir Wrzosówka.
Wrzosówka (prononciation [vʐɔˈsufka]) est un village de la gmina de Nowodwór du powiat de Ryki dans la voïvodie de Lublin, situé dans l'est de la Pologne.
Il se situe à environ 2 kilomètres au nord-ouest de Nowodwór (siège de la gmina), 11 kilomètres à l'est de Ryki (siège du powiat) et 56 kilomètres au nord-ouest de Lublin (capitale de la voïvodie).
Le village comptait approximativement une population de 136 habitants en 2009.

## Histoire
De 1975 à 1998, le village est attaché administrativement à la voïvodie de Siedlce.

Depuis 1999, il fait partie de la nouvelle voïvodie de Lublin.